# Jawornik (dopływ Nysy Szalonej)
Jawornik – potok, lewy dopływ Nysy Szalonej o długości 14,33 km.
Jawornik tworzy wąwóz, miejscami nawet kanion w wulkanicznej skale. Zdrój potoku znajduje się w pobliżu wsi Myślinów, następnie przepływa przez Jakuszową i Myślibórz. Łączy się Nysą w Jaworze.